# Jean-Claude Mézières
Jean-Claude Mézières (Saint-Mandé, París, 23 de septiembre de 1938- 23 de enero de 2022) fue un dibujante de cómic e ilustrador francés.

## Biografía
Nació y creció en París. Fue introducido en el dibujo por su hermano mayor e influido por dibujantes como Hergé, Franquin y Morris, y más tarde por Jijé y Jack Davis. Se educó en el Institut des Arts Appliqués, trabajando hasta su graduación como ilustrador de libros, revistas y publicidad. Su gran interés por el mundo del Oeste americano, le llevó a viajar a los Estados Unidos en 1965, en busca de aventuras como vaquero, una experiencia que sería de gran influencia en todo su trabajo posterior.
A su vuelta a Francia se unió a su amigo de la infancia Pierre Christin para crear Valérian: Agente Espacio-Temporal, su más célebre serie de historietas de ciencia ficción y que ha sido de notable influencia para multitud de películas de ciencia ficción y fantasía como Star Wars. 
Trabajó también como diseñador en diversos proyectos cinematográficos, destacando El quinto elemento de Luc Besson. Por otra parte, ha continuado su trabajo como ilustrador en otros medios. Además, ha impartido cursos sobre producción de cómics en la Universidad de París VIII, Vincennes.

## Premios
Fue reconocido internacionalmente con numerosos premios prestigiosos, entre los que destaca el Gran Premio de la Ciudad de Angulema.